# بازی رباب
بازی رباب، روستایی از توابع بخش مرکزی شهرستان سنندج در استان کردستان ایران است.

## جمعیت
این روستا در دهستان حسین‌آباد جنوبی قرار دارد و براساس سرشماری مرکز آمار ایران در سال ۱۳۸۵، جمعیت آن ۲۴۹ نفر (۵۶خانوار) بوده‌است.